# Chaillot
Chaillot je název nízkého návrší (Colline de Chaillot) na pravém břehu Seiny v 16. obvodu v Paříži. Na jeho vrcholku se rozkládá monumentální Palais de Chaillot, který v sobě zahrnuje několik muzeí. Svah směřující k řece pokrývá park Jardins du Trocadéro.

## Historie
Ve středověku se zde za městskými hradbami rozkládala stejnojmenná vesnice a svahy kopce pokrývaly vinice, odkud se do Paříže vozilo víno. Na vrchu Chaillot se nacházel Château de Chaillot, od roku 1651 zde také stál klášter, oba byly zbořeny za Francouzské revoluce. Pro uvolněné prostranství vzniklo v 19. století několik návrhů, které se nikdy neuskutečnily: Napoleon Bonaparte zde chtěl vystavět rezidenci pro svého syna - Palác římského krále (Palais du Roi de Rome), v roce 1839 vznikl projekt hrobky Napoleona I. na vrchu Chaillot, v roce 1841 zase návrh Napoleonovy sochy vysoké 30 m. Ani další projekty nebyly realizovány jako pomník svobody (1848), císařský palác a budovy ministerstev s monumentální fontánou (1858) nebo socha „Inteligentní Francie osvětlující svět“ France intelligente éclairant le monde (1868).

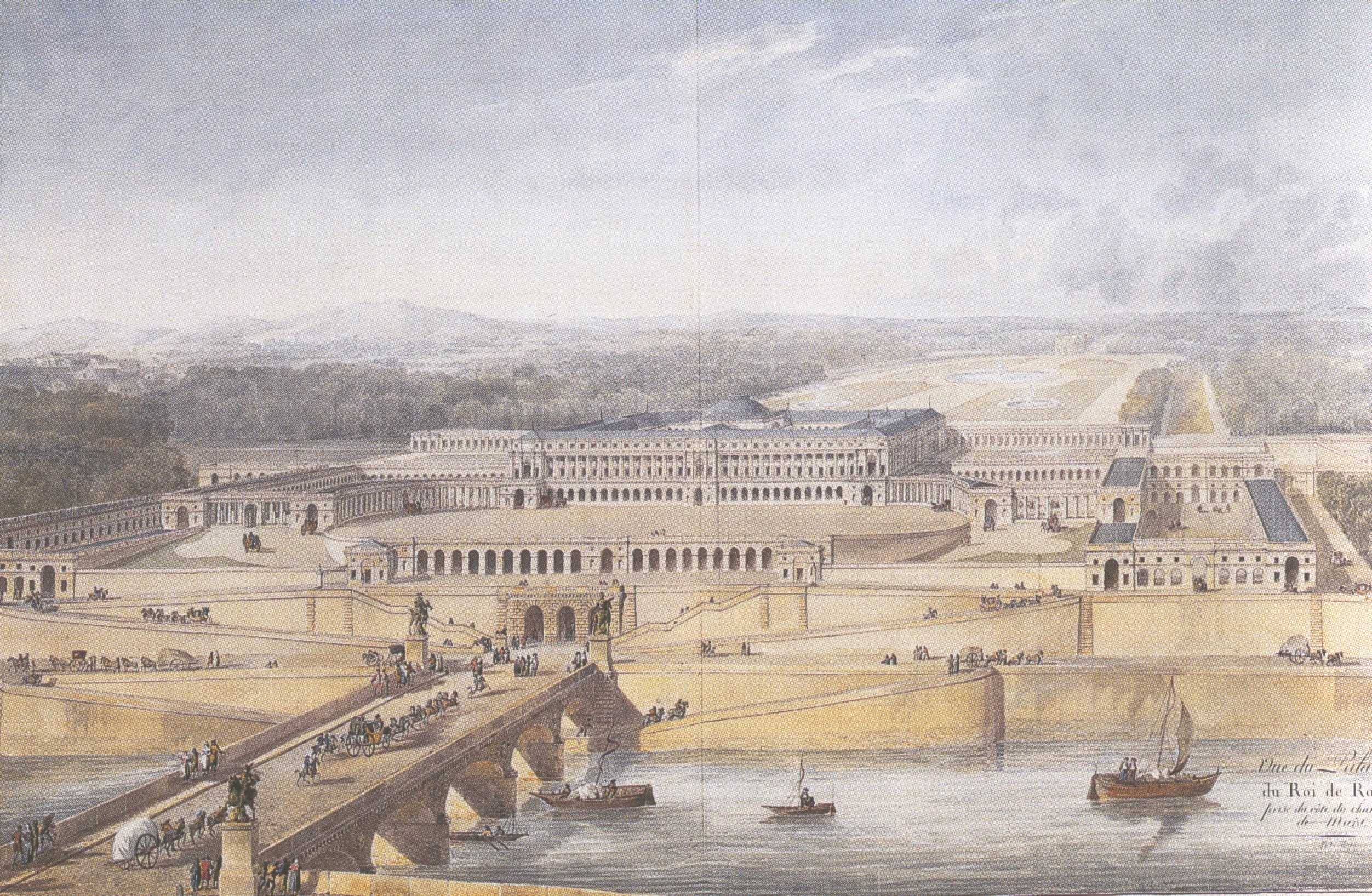
Návrh Paláce římského krále

Mezitím se kopec stal stejně jako ostatní předměstí od 1. ledna 1860 součástí města Paříže. Jeho vrcholek byl během přestavby Paříže vedené baronem Hausmannem o několik metrů snížen a v roce 1878 zde byl v rámci světové výstavy postaven Palais du Trocadéro, v roce 1937 zbořený a nahrazený současnou stavbou pro další světovou výstavu. Tehdy vznikl i park s kaskádovitou fontánou pokrývající jihovýchodní svah návrší. V Palais de Chaillot dnes sídlí Musée de l'Homme a Musée national de la Marine, do roku 2005 zde sídlila i Cinémathèque française. Dále je zde Théâtre national de Chaillot a instituce Cité de l'architecture et du patrimoine zahrnující Musée des monuments français, École de Chaillot (architektonická škola) a Institut français d'architecture (Francouzský ústav architektury), které se starají o historické památky.
Název kopce, potažmo čtvrti se vyskytuje i v názvu divadelní hry Jeans Giraudouxe Bláznivá ze Chaillot (1945).